# Sexmo de Tajuña
El sexmo de Tajuña fue una división administrativa castellana medieval perteneciente a la Comunidad de Ciudad y Tierra de Segovia. Estuvo activa entre el 25 de marzo de 1190, cuando estas tierras controladas de facto por Segovia tras repoblarlas en el contexto de la Reconquista le son donadas por Alfonso VIII, y 1214, cuando este mismo rey las trasfiere al Arzobispado de Toledo.

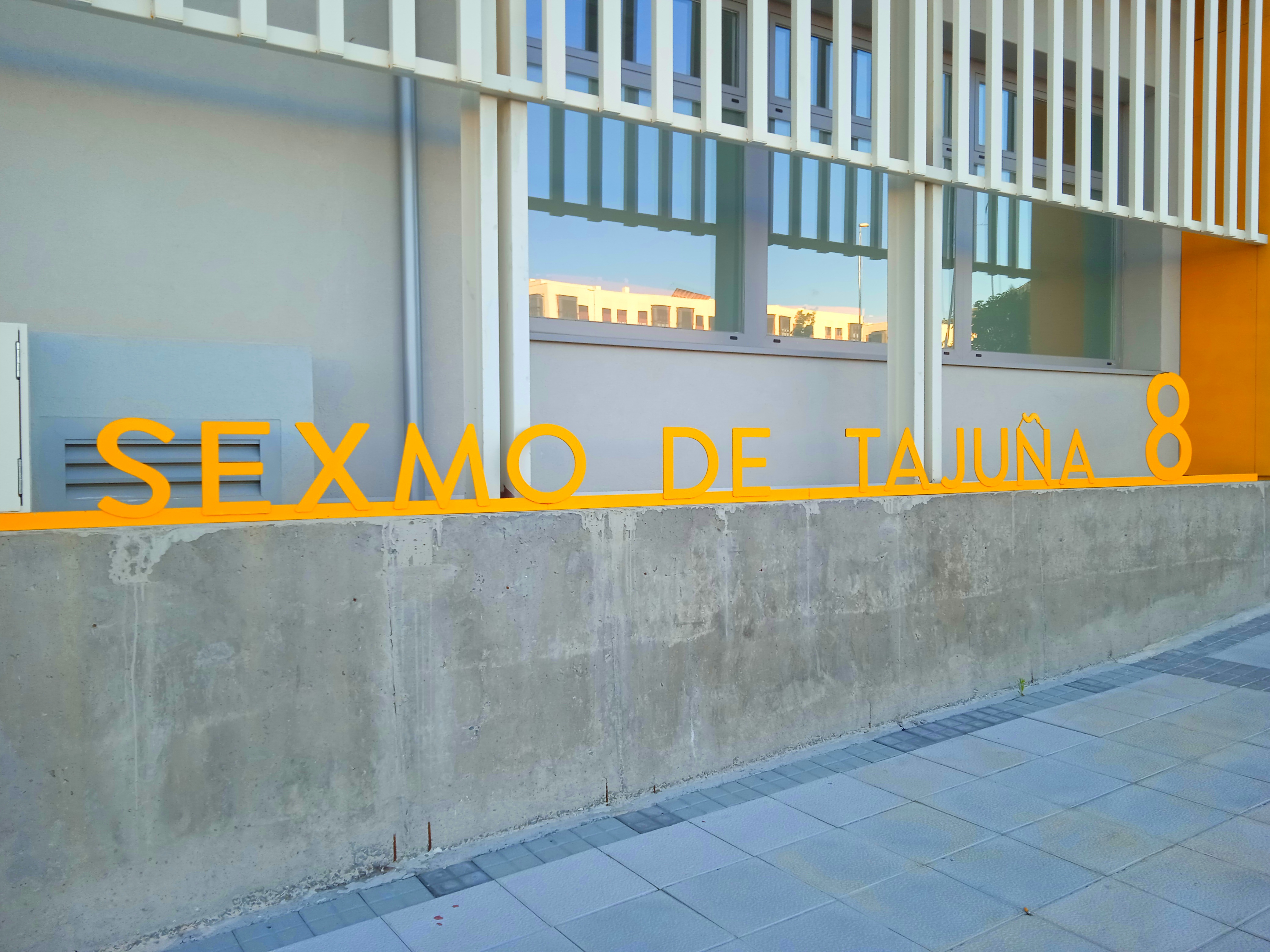
Calle situada en la ciudad de Segovia nombrada como el sexmo a modo conmemorativo

Los sexmos son una división administrativa que, en un principio, equivalían a la sexta parte de un territorio determinado, generalmente comprendían una parte del término rural dependiente de una ciudad.

## Características
Denominada también en algunos escritos como las aldeas de Arganda o Rinconada de Perales. supusieron un punto de conflicto entre los concejos de Segovia y Alcalá.
Es la prolongación natural del Sexmo de Valdemoro; contó con 19 aldeas, 13 poblados y 6 despoblados, en lo que es hoy la provincia de Madrid. Estas son:
El Campo, Ambite, Arganda, Carabaña, Loeches, Olmeda, Orusco, Perales, Pezuela, Tielmes, El Villar, Valdilecha, y otras siete despobladas.
Su nombre se debe al río Tajuña, estando las aldeas entre este río y el Henares; hay una calle en su honor en la ciudad de Segovia.